# Iwo Kostadinow
Iwo Iwanow Kostadinow (bułg. Иво Иванов Костадинов, ur. 8 sierpnia 1969 w Sofii) – bułgarski judoka. Olimpijczyk z Seulu 1988, gdzie zajął dziewiąte miejsce w wadze półlekkiej.
Uczestnik mistrzostw świata w 1989, 1991, 1993. Startował w Pucharze Świata w 1990. Zdobył tytuł wicemistrza Europy juniorów w 1987 i mimo że został złapany na dopingu i zdyskwalifikowany, to z powodów zawiłości proceduralnych, tytuł nie został mu odebrany.

## Letnie Igrzyska Olimpijskie 1988
| Konkurencja | Eliminacje           | Eliminacje               | Eliminacje               | Repasaże             | Klas. końcowa |
| Konkurencja | Przeciwnik I         | Przeciwnik II            | 1/4                      | Przeciwnik I         | Miejsce       |
| ----------- | -------------------- | ------------------------ | ------------------------ | -------------------- | ------------- |
| 65 kg       | Mark Adshead (GBR) Z | Guido Schumacher (FRG) Z | Janusz Pawłowski (POL) P | Philip Laats (BEL) P | 9.            |